# Güel
Güel és un antic municipi de la Ribagorça, de parla catalana. S'incorporà a Graus el 1972 (Decret 3357/71, de 23 de desembre).
La localitat està situada a la dreta del riu Isàvena, límit meridional de l'antic terme. Al nord hi ha la serra de Güel (màx. 1.401 m), que junt al Massís del Turbó i la Serra del Jordal, separa les valls de l'Éssera i de l'Isàvena.
És accidentat el sector septentrional. Està cobert de boscs de pins, roures i alzines, i també per matolls.
Des de Güel podem anar cap al nord a Esdolomada, pel camí de l'ermita passant pel Tossal de les Piles, dalt de la serra d'Esdolomada.

## Entitats de població
L'antic terme, caracteritzat per l'hàbitat disseminat, comprenia:
- Les caseries de la Badia.[1]
- Casa Campo 42° 16′ 17.04″ N, 0° 29′ 53.66″ E / 42.2714000°N,0.4982389°E
- El Castell.[1]
- La Collada, caseria.[3]
- Farrerós.[1]
- Julià.[1]
- La Mançana, caseria a la dreta del riu Isàvena i en el límit amb el de Roda d'Isàvena de Ribagorça.[4]
- Peregrí.[1]
- Picontor, caseria amb capella romànica (Sant Crist).[5]
- Remorosa, caseria amb una capella (Santa Anna).[6]
- La Ribera, al sud del poble i a la dreta de l'Isàvena.[7]
- El Pueio.[8]
- El Rincó.[1]
- Solano, caseria amb la capella de Sant Joan i Santa Anna.[9]
- Trespueio, caseria amb la capella de la Trinitat.[10]

## Art
Actualment al Museu Nacional d'Art de Catalunya podem trobar el frontal gòtic de Sant Nicolau (ss XIII-XIV) de la seva església parroquial (Santa Valdesca)

## Imatges

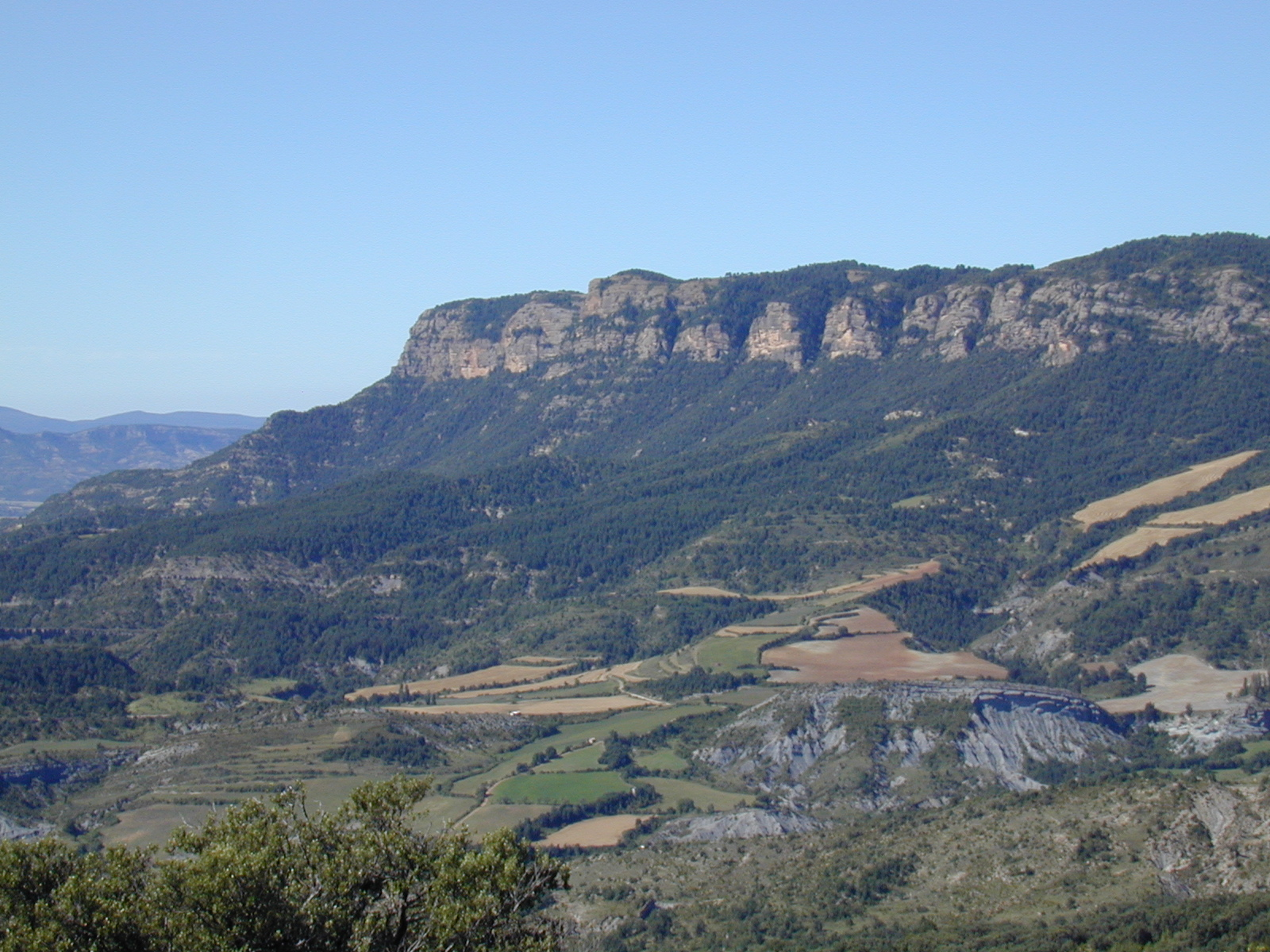
Morrón de Güel (en aragonès Güell), serra d'Esdolomada
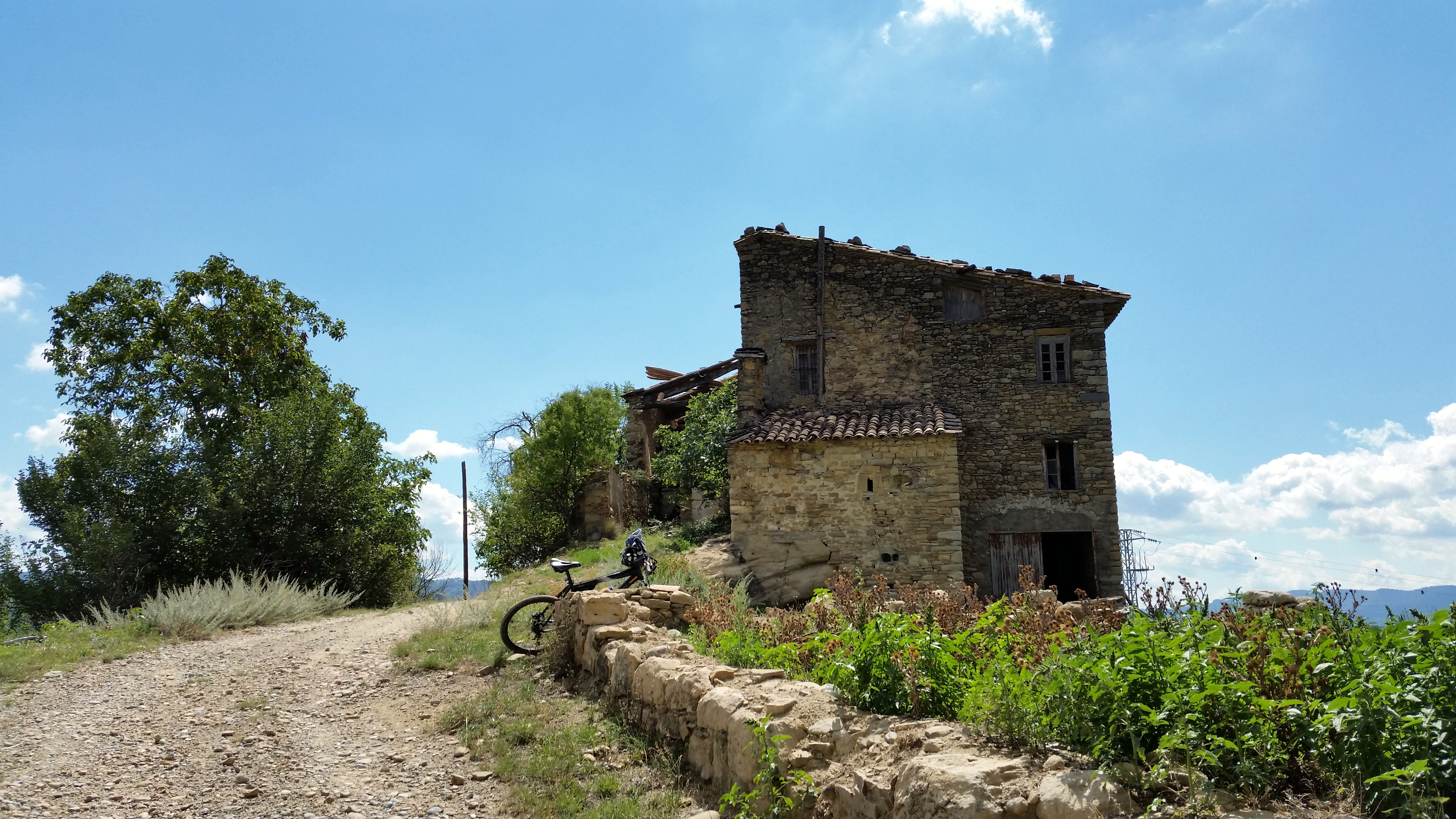
Casa Campo
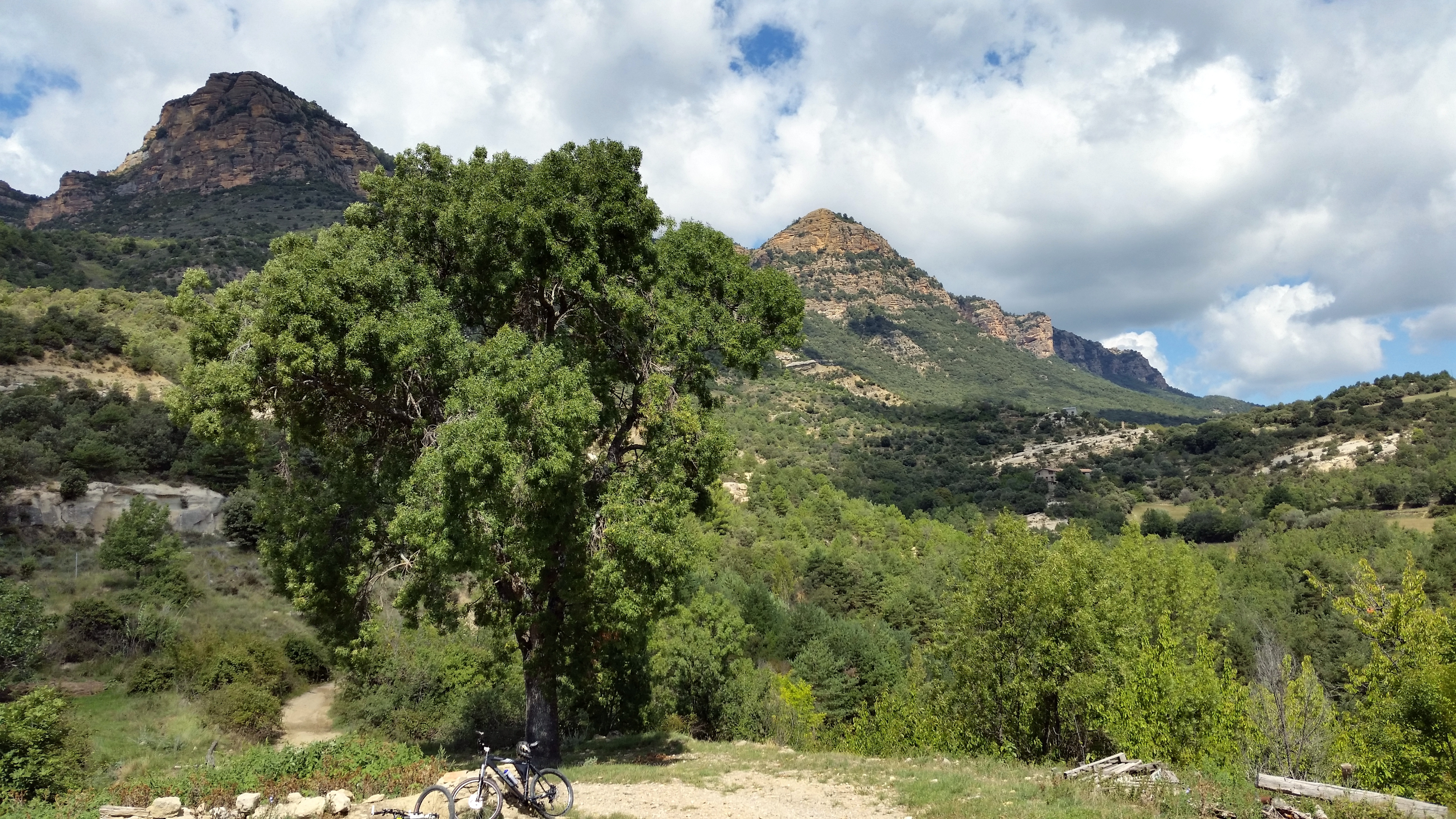
Morrons de Güel des de Casa Campo

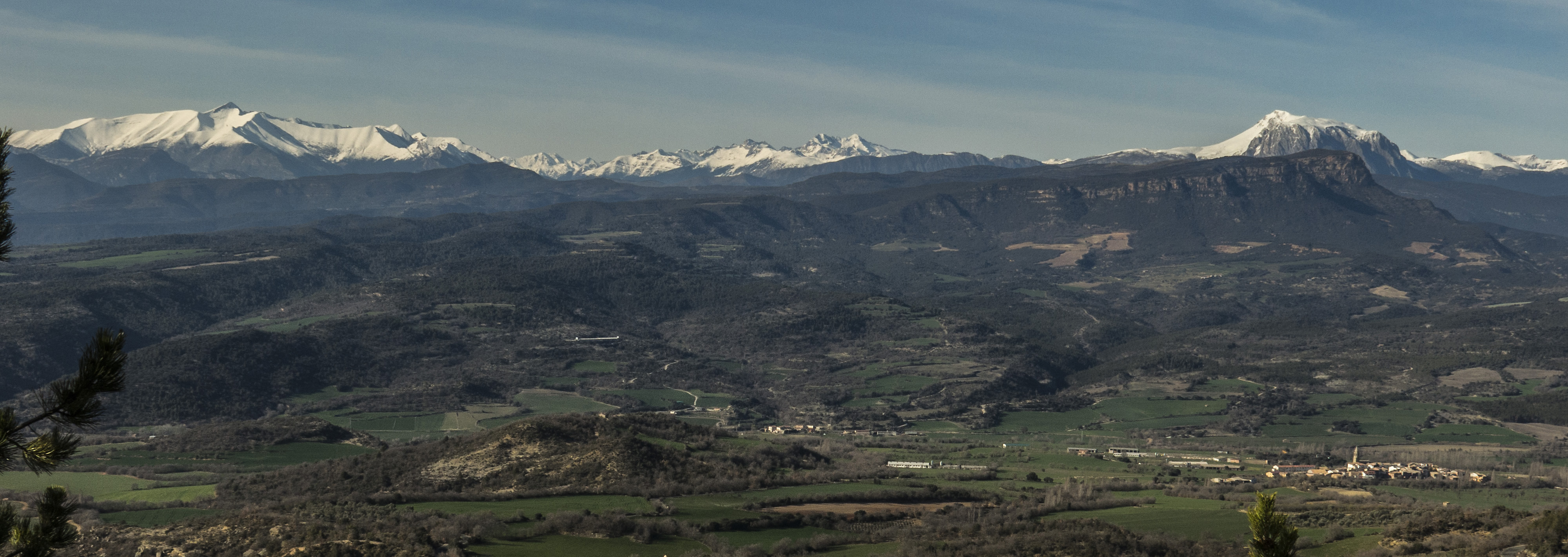
Vista panoràmica de les terres de Güel, i els termes de Capella i Graus, a la vall de l'Isàvena. Darrere a l'esquerra el Cotiella, al centre el Pirineu aragonès, i a la dreta el Turbó. Davant del Turbó, el Morrón de Güel.

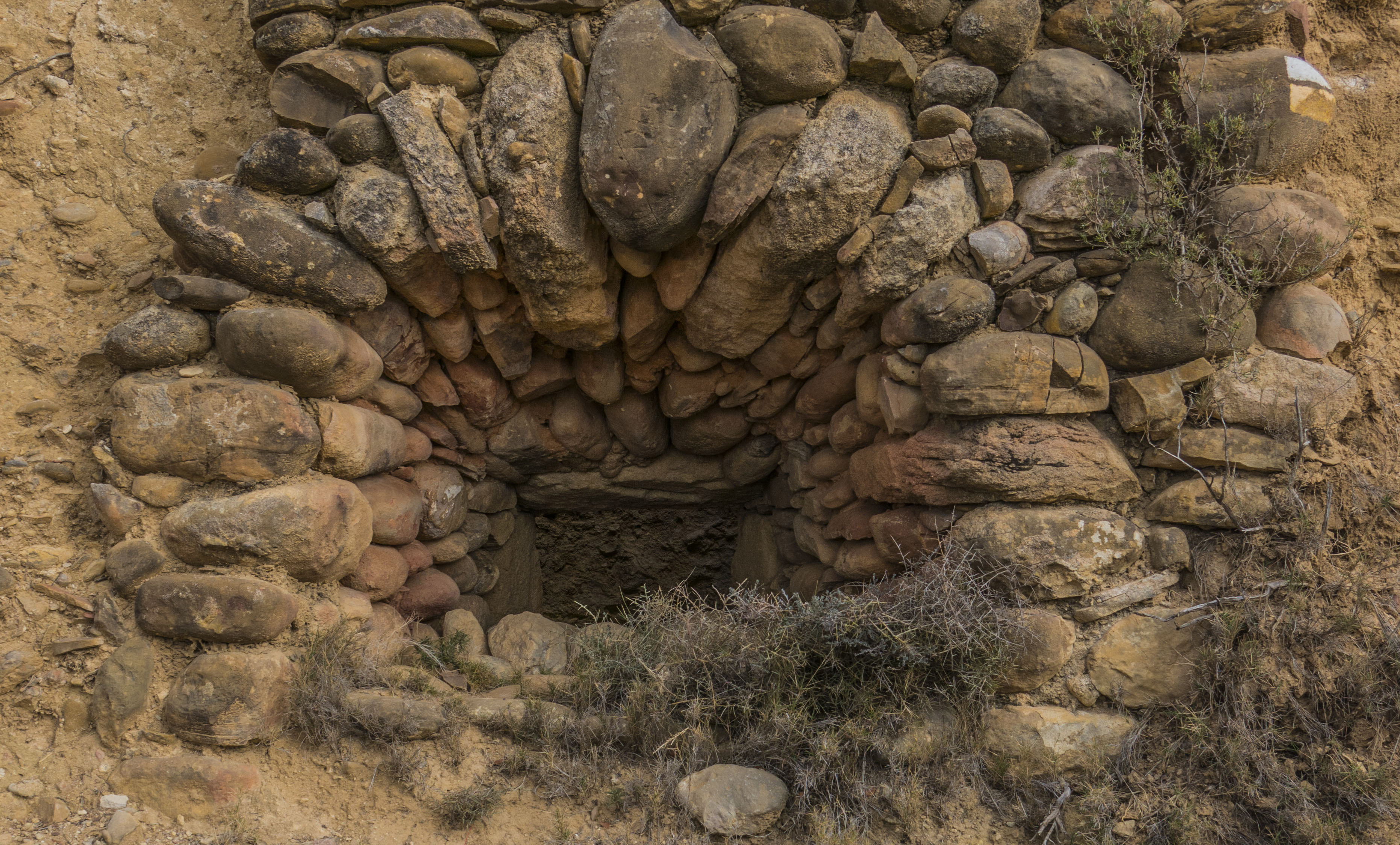
Forn de calç